# Rose O'Neill
Rose Cecil O'Neill (25 de junio de 1874 – 6 de abril de 1944) fue una ilustradora, artista y escritora estadounidense, creadora de los populares personajes de cómic Kewpies. Gracias a la creciente popularidad de las historietas tras su publicación en 1909, los personajes fueron convertidos en muñecas de porcelana en 1912 por una compañía de juguetes alemana, y más tarde en muñecas de material compuesto y celuloide. Fueron muy populares a comienzos del siglo XX y se incluyeron en la cápsula del tiempo de la Feria Mundial de Nueva York de 1939.
O'Neill también escribió varias novelas, libros infantiles y de poesía, y fue una miembro activa en el movimiento de sufragio de las mujeres. Por un tiempo fue la ilustradora femenina mejor pagada en el mundo gracias al éxito de las muñecas Kewpie.

## Primeros años
O'Neill nació en Wilkes-Barre, Pensilvania, la segunda de siete hijos del matrimonio de William Patrick y Alice Asenath "Meemie" Smith O'Neill. Cuando tenía tres años, la familia se mudó a la zona rural de Nebraska, donde O'Neill fue criada. Desde pequeña expresó un interés significativo en las artes, principalmente en dibujo, pintura, y escultura. A los 13 años Rose participó en una competición de dibujo para niños patrocinado por un periódico local y obtuvo el primer premio. En los dos años siguientes realizó ilustraciones para varios periódicos, como el Excelsior y The Great Divide, gracias a la ayuda del editor del Omaha World Herald y el director de arte del Everybody Magazine, que habían juzgado la competencia.
Más tarde, el padre de O'Neill decidió que sería mejor para Rose ir a Nueva York. En 1893, William Patrick O'Neill llevó a su hija a esta ciudad, parando en Chicago para visitar la Feria Mundial, donde ella vio grandes pinturas y esculturas por primera vez. Una vez en Nueva York, Rose quedó sola en un convento de monjas francesas, que la acompañaron a visitar editoriales para mostrar su trabajo. Rose vendió las 60 ilustraciones y tuvo pedidos de que realizara más. Pronto se volvió una ilustradora popular y se le pagaba muy bien por su trabajo. El número de la revista Truth del 19 de septiembre de 1896 publicó su tira "The Old Subscriber", lo que la convirtió en la primera mujer historietista de Estados Unidos.
Mientras Rose se encontraba en Nueva York, su padre se mudó con el resto de la familia a una hacienda abandonada en los Montes Ozark. En 1894, Rose fue a visitar a sus padres y, maravillada por la casa y el bosque que la rodeaba, le puso de nombre "Bonniebrook".

## Inicios de la carrera
En 1897, a los 23 años, O'Neill se convirtió en la única mujer en el equipo de la revista humorística Puck. Allí realizó más de 700 ilustraciones.
Mientras se encontraba en Omaha, Nebraska, Rose conoció a un joven de Virginia llamado Gray Latham. Él la visitó en Nueva York y continuó escribiéndole cuando ella viajó a Missouri a visitar a su familia. Después de que el padre de Latham se fue a México para hacer películas, Gray se mudó a Missouri en 1896. Preocupada por el bienestar de su familia, O'Neill envió gran parte de su paga a casa. Con ello la familia construyó una mansión de 14 habitaciones.
En los años siguientes, O'Neill comenzó a sentirse infeliz en su matrimonio, ya que a Latham le gustaba "vivir a lo grande", el juego y era un reconocido playboy. Rose se divorció de él en 1901, cansada de que se gastara sus ingresos.

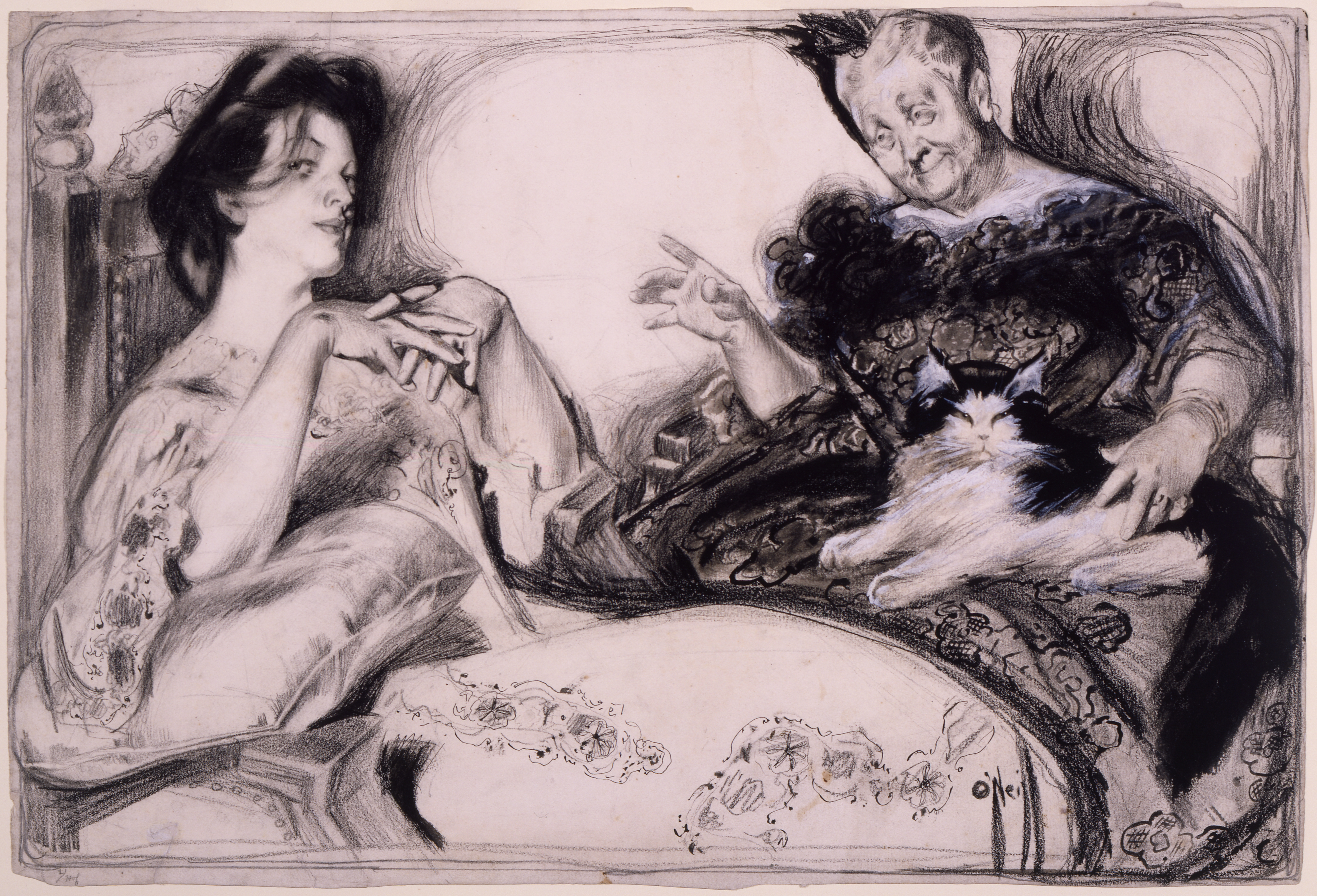
"Signs", una historieta de Rose O'Neill para la revista Puck, 1904.
Ethel: " Actúa de este modo. Me mira con ternura, está animado cuando estoy con él, languidece cuando le desatiendo. Ahora, qué significa eso?"
Su madre: "Que es un muy buen actor, Ethel."

Después de un tiempo, O'Neill comenzó a recibir regalos y cartas anónimas por correo. Se enteró de que eran enviados por Harry Leon Wilson, un ayudante del editor de la revista Puck. Se casó con él en 1902. Tras la luna de miel en Colorado, se mudaron a Bonniebrook, donde vivieron varios inviernos. Durante los primeros tres años Harry escribió una novela, que fue ilustrada por Rose. Otra novela de Harry, Ruggles of Red Gap, se volvió popular y fue adaptada varias veces al cine, incluyendo una película muda, una hablada protagonizada por Charles Laughton, y un remake llamado Fancy Pants protagonizada por Lucille Ball y Bob Hope. Harry y Rose se divorciaron en 1907.

## Nueva Mujer
A medida que había más ofertas educativas disponibles para las mujeres en el siglo XIX, las artistas formaron parte de empresas profesionales, y algunas fundaron sus asociaciones de arte propias. La obra de arte hecha por mujeres se consideraba inferior, y para poder superar el prejuicio las mujeres se volvieron "más vocales y seguras" al promover su trabajo. Esto derivó en la emergencia de una "nueva mujer" más educada, moderna y libre. Las artistas "jugaron roles cruciales en representar la Mujer Nueva, tanto por dibujar imágenes del ícono como por ejemplificarlo por medio de sus propias vidas". A fines del siglo XIX y principios del XX, aproximadamente el 88% de los suscriptores de las 11.000 revistas y periódicos estadounidenses eran mujeres. A medida que las mujeres se introdujeron en la comunidad artística, las editoriales las contrataron para ilustrar el mundo desde una perspectiva femenina. Otras ilustradoras exitosas fueron Jennie Augusta Brownscombe, Jessie Willcox Smith, Elizabeth Shippen Green y Violet Oakley.

## Creación de Kewpie

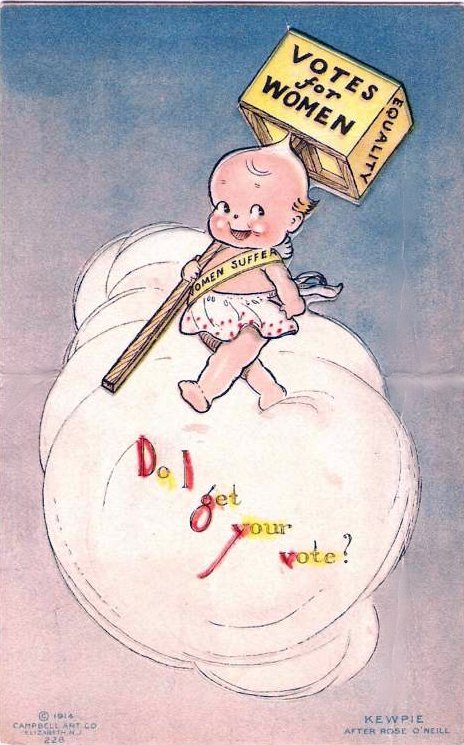
Postal Kewpie: Votos para las mujeres, 1914

Tras regresar a Bonniebrook, O'Neill se concentró en su arte. Durante ese período, O'Neill creó el personaje de Kewpie por el que es reconocida. Publicado por primera vez en 1909 en la revista Ladies' Home Journal, se volvió popular rápidamente. En 1912, un fabricante alemán de porcelana comenzó a hacer muñecas Kewpie, y ese mismo año O'Neill viajó a Alemania para supervisar la producción.
Conocida como la "Reina de la Sociedad Bohemia," O'Neill se volvió una defensora de los derechos de las mujeres. Junto a su hermana Callista, se unió al movimiento sufragista y realizó carteles para las marchas de protesta.
El éxito de ventas de sus personajes le permitió acumular una importante fortuna. Sus propiedades incluían Bonniebrook, un apartamento en Washington Square Park en Greenwich Village que inspiró la canción Rose of Washington Square, Castle Carabas en Connecticut, y Villa Narcissus en la Isla de Capri, Italia.
O'Neill continuó trabajando, incluso en su momento más adinerado. Ahondó en diferentes tipos de arte: aprendió escultura de la mano de Auguste Rodin y tuvo varias exposiciones de sus "Sweet Monsters" en París y los Estados Unidos. Celebraba reuniones en su apartamento de Washington Square donde asistían poetas, actores, bailarines y los 'grandes pensadores' de su época.

## Vida madura
En 1937, O'Neill regresó a Bonniebrook permanentemente. Hacia la década de 1940 había perdido la mayor parte de su dinero y sus propiedades debido a su naturaleza extravagante y el continuo apoyo a su familia, su séquito de artistas y su primer marido. La Gran Depresión también dañó la fortuna de O'Neill. Durante ese período, tuvo dificultad para encontrar trabajo ya que había perdido popularidad. El fenómeno de los Kewpie se diluyó tras 30 años de popularidad, y la fotografía comenzó a reemplazar las ilustraciones como vehículo comercial. O'Neill decidió crear otra muñeca, Little Ho Ho, la cual era un sonriente Buda bebé. Sin embargo, antes de siquiera comenzar la producción, la fábrica ardió completamente.
O'Neill se volvió una personalidad prominente en la comunidad de Branson, Missouri, donando su tiempo y piezas de arte a la Escuela de Ozarks en Point Looukout. Enseñó en talleres de artistas y continuó participando en grupos de mujeres.
En abril de 1944, O'Neill falleció en la casa de su sobrino en Springfield (Misuri). Se encuentra enterrada en el cementerio familiar en Bonniebrook junto a su madre y varios familiares.